# Earthling
Earthling (stilisiert als EART HL I NG) ist das 21. Studioalbum von David Bowie und erschien am 3. Februar 1997 je nach Land bei RCA Records, Virgin Records oder Arista Records/BMG.

## Entstehung und Stil
Aufgenommen wurde im April 1996 sowie von August bis Oktober 1996 in den Mountain Studios (Montreux) sowie Looking Glass (New York City). Bowie produzierte das Album mit Reeves Gabrels und Mark Plati. Er entwickelte die auf Outside (1995) zu hörenden, Electronica-beeinflussten Klänge weiter, hinzu traten Anklänge an die Industrial- und Drum-and-Bass-Genres der 1990er, auch Stile wie Jungle und Techno wurden integriert. Textlich geht es etwa um Entfremdung und Spiritualität.

## Titelliste
Alle Texte stammen von David Bowie; die Musik wurde von Bowie mit Reeves Gabrels und Mark Plati komponiert, außer wo angegeben.
| No.         | Titel                             | Musik            | Länge |
| ----------- | --------------------------------- | ---------------- | ----- |
| 1.          | „Little Wonder“                   |                  | 6:02  |
| 2.          | „Looking for Satellites“          |                  | 5:21  |
| 3.          | „Battle for Britain (The Letter)“ |                  | 4:48  |
| 4.          | „Seven Years in Tibet“            | Bowie, Gabrels   | 6:22  |
| 5.          | „Dead Man Walking“                | Bowie, Gabrels   | 6:50  |
| 6.          | „Telling Lies“                    | Bowie            | 4:49  |
| 7.          | „The Last Thing You Should Do“    |                  | 4:57  |
| 8.          | „I'm Afraid of Americans“         | Bowie, Brian Eno | 5:00  |
| 9.          | „Law (Earthlings on Fire)“        | Bowie, Gabrels   | 4:48  |
| Gesamtlänge | Gesamtlänge                       | Gesamtlänge      | 48:57 |

## Rezeption

### Rezensionen
Stephen Thomas Erlewine von AllMusic schrieb: „Jumping on the post-grunge industrial bandwagon with Outside didn't successfully rejuvenate David Bowie's credibility or sales, so he switched his allegiance to techno and jungle for the follow-up, Earthling. While jungle is a more appropriate fit than industrial, the resulting music is nearly as awkward. Though he often gets the sound of jungle right, the record frequently sounds as if the beats were simply grafted on top of pre-existing songs.“

### Charts und Chartplatzierungen
| ChartsChartplatzierungen       | Höchstplatzierung | Wochen |
| ------------------------------ | ----------------- | ------ |
| Deutschland (GfK)              | 11 (8 Wo.)        | 8      |
| Österreich (Ö3)                | 15 (11 Wo.)       | 11     |
| Schweiz (IFPI)                 | 20 (7 Wo.)        | 7      |
| Vereinigtes Königreich (OCC)   | 6 (4 Wo.)         | 4      |
| Vereinigte Staaten (Billboard) | 39 (6 Wo.)        | 6      |

### Auszeichnungen für Musikverkäufe
| Land/Region                  | Auszeichnungen für Musikverkäufe (Land/Region, Auszeichnung, Verkäufe) | Verkäufe |
| ---------------------------- | ---------------------------------------------------------------------- | -------- |
| Japan (RIAJ)                 | Gold                                                                   | 100.000  |
| Vereinigtes Königreich (BPI) | Silber                                                                 | 60.000   |
| Insgesamt                    | 1× Silber · 1× Gold ·                                                  | 160.000  |

Hauptartikel: David Bowie/Auszeichnungen für Musikverkäufe